# Calveley
Calveley är en by i civil parish Alpraham and Calveley, i distriktet Cheshire East, i Storbritannien. Den ligger i grevskapet Cheshire och riksdelen England, i den södra delen av landet, 240 km nordväst om huvudstaden London. Calveley var en civil parish 1866–2023 när blev den en del av Alpraham and Calveley. Civil parish hade 269 invånare år 2001.